# 王立群
王 立群（おう りつぐん、1945年3月14日 - ）は、中国の歴史学者、河南大学文学院教授。専攻は漢朝史。

## 略歴
- 1945年3月14日、安徽省六安市霍山県に生まれ、本籍地は山東省泰安市新泰市。
- 1982年、河南師範大学（現在の河南大学）中国古代文学専攻文学修士課程修了。現在は河南大学文学院教授、中国史記研究会常務理事。
- 2006年6月現在、中国中央テレビのレクチャー番組「百家講壇」で講師を務める[1][2]。

## 著書

### 単著
- 『中国古代山水遊記研究』（河南大学出版社、1996年）
- 『現代文選学史』（中国社会科学出版社、2003年）
- 『文選成書研究』（商務印書館、2005年）
- 『王立群読史記・漢武帝』（長江文芸出版社、2007年）
- 『王立群読史記・項羽』（重慶出版集団、2008年）
- 『王立群読史記・呂后』（上海文芸出版社、2008年）
- 『王立群読史記・秦始皇』（広西師範大学出版社、2008年）
- 『中国古代山水遊記研究』（中国社会科学出版社、2008年）
- 『遊走在歴史与現実之間』（北京大学出版社、2010年）
- 『王立群読史記・大風歌』（陝西師範大学出版総社有限公司、2011年）
- 『読史有学問』（北京聯合出版社、2012年）
- 『王立群読宋史・宋太祖』（大象出版社、2012年）
- 『追問大歴史』（北京聯合出版公司、2012年）
- 『王立群読漢武大帝』（大象出版社、2012年）
- 『王立群読史記・無冕女皇呂后』（大象出版社、2014年）
- 『王立群読宋史・宋太宗』（大象出版社、2014年）

### 論文
- 『文選』次文類作家編序研究（『文学評論』、2004年第3期）
- 遊記的文体要素与遊記文体的形成（『文学評論』、2005年第3期）
- 晋宋地記与山水散文（『文学遺産』、1990年第1期）
- 周貞亮『文選学』与駱鴻凱『文選学』（『文学遺産』、2001年第3期）
- 『文選』成書考弁（『文学遺産』、2003年第3期）
- 『超越旧成言 開拓新領域——關於文選研究的斷想』（『文学遺産』、2005年第2期）
- 先唐学士考（『中国典籍與文化論叢』、第7輯）
- 從綦毋邃註看宋刻本『文選』註的演變（『文獻』、2004年第3期）
- 司空曙詩集版本考（『文獻』、1998年第2期）
- 昭明太子十学士与『文選』成書（『新国学』、2005年）
- 歴史的建構与文学伝播（『文学評論』、2011年第6期）